# Ванеса Ферлито
Ванеса Ферлито (енгл. Vanessa Ferlito; Бруклин, 28. децембар 1977) америчка је филмска, позоришна и телевизијска глумица.
Ферлитова је најпознатија по улози детективке Ејден Берн у серији Место злочина: Њујорк и специјалне агенткиње Тами Грегорио у серији Морнарички истражитељи: Њу Орлеанс.